# Ренье, Альфонс
Альфо́нс Ренье́ (фр. Alphonse Renier) — бельгийский футболист, бронзовый призёр летних Олимпийских игр 1900.
На Играх 1900 года в Париже Ренье входил в состав бельгийской команды. Его сборная, проиграв в единственном матче Франции, заняла третье место и получила бронзовые медали.